# Caldera OpenLinux
Caldera OpenLinux (abgekürzt COL) war eine kommerzielle Linux-Distribution von dem US-amerikanischen Hersteller Caldera, die von 1997 bis 2002 vertrieben wurde.

## Inhalt
Neben freier Software war zahlreiche proprietäre Software enthalten: der Linux Installation and System Administration (LISA), der Programm-Manager Looking Glass, der Browser Netscape Navigator, der grafische Editor Crisp Lite sowie der X-Server Metro-X. Auf einer separaten CD wurde Adabas D, Corel Draw und WordPerfect ausgeliefert, für die Lizenzen optional zugekauft werden konnten. Später bündelte man auch StarOffice und Bru Backup 2000. Integriert war eine Sybase ASE Datenbank sowie NetWare Client Software und Administration Utilities. DR-DOS wurde mit ausgeliefert. Als grafische Oberfläche diente KDE mit xFree86 als Grafikschnittstelle. Die Dokumentation wurde in fünf Sprachen übersetzt.

## Entwicklungsgeschichte
Caldera OpenLinux basierte auf der Distribution des Erlanger Linux Support Teams. Sie zählte im Jahr 1999 zu den bekanntesten und ältesten Distributionen. Mit dem Kauf der SCO Group im Jahr 2001 besaß Caldera zwei konkurrierende Unix-Systeme im Portfolio, die konsolidiert wurden.

## Rezeption
Computerwoche bezeichnete die Administration als komfortabel und hob die kommerziellen Programme sowie den Kundendienst hervor und verglich es mit SUSE Linux. Es sei klassischen Unix-Servern im kommerziellen Umfeld wie Solaris oder HP-UX ebenbürtig. Vor allem für Ein- und Umsteiger werde es empfohlen. Pro-Linux bezeichnete OpenLinux 2.3 als ausgereifte Distribution mit Fokus auf Stabilität. Für Heimanwender würden jedoch einige Pakete fehlen. In dem Handbuch werde vorwiegend die Installation beschrieben. Caldera OpenLinux 3 sei für Andreas Grytz von LinuxUser insgesamt einfach zu installieren und böte eine gute Vorauswahl von Paketen. Die unkomfortable Eingabe der Grenzen der Partitionen und das Fehlen einer Tastaturoption ohne Tottaste falle negativ auf.